# Actinote griseata
Actinote griseata är en fjärilsart som beskrevs av Butler 1873. Actinote griseata ingår i släktet Actinote och familjen praktfjärilar. Inga underarter finns listade i Catalogue of Life.